# Sternycha
Sternycha is een kevergeslacht uit de familie van de boktorren (Cerambycidae). De wetenschappelijke naam van het geslacht werd voor het eerst geldig gepubliceerd in 1945 door Dillon & Dillon.

## Soorten
Sternycha omvat de volgende soorten:
- Sternycha approximata Dillon & Dillon, 1945
- Sternycha clivosa Martins & Galileo, 1990
- Sternycha diasi Martins & Galileo, 1990
- Sternycha ecuatoriana Martins & Galileo, 2007
- Sternycha panamensis Martins & Galileo, 1999
- Sternycha paupera (Bates, 1885)
- Sternycha sternalis Dillon & Dillon, 1945